# Schweizer Fussballmeisterschaft 1919/1920
Dvacátý třetí ročník Schweizer Fussballmeisterschaft (česky: Švýcarské fotbalové mistrovství) se konal za účasti dvaceti čtyř klubů.
Dvacet čtyři klubů bylo rozděleno do tří skupin (východ, centrum a západ), poté se vítězové skupin utkali proti sobě každý s každým. Sezonu vyhrál popáté ve své historii BSC Young Boys.